# High and Mighty Color
HIGH and MIGHTY COLOR (ハイ アンド マイティ カラー, Hai ando Maiti Kara), também conhecida pelos fãs como Haikara (ハイカラ), foi uma banda de J-Pop/Rock de Okinawa, Japão formada em 2003.
Liderada pelo baterista SASSY, e composta por Maakii (vocal), Yuusuke (vocal), Kazuto (guitarra), MEG (guitarra), mACKAz (baixo), 
HIGH and MIGHTY COLOR é conhecida pelos versos de Rap inseridos no meio de suas composições cantados pelo seu vocalista de apoio Yuusuke. Antes da entrada de Maakii seus membros compunham um outro conjunto musical chamado Anti-Nobunaga, antes de fazerem parte da atual formação da banda. A banda é muito conhecida no Japão e fora do país, sendo um grupo composto de jovens músicos que possuem muito espaço na MTV Japonesa. Seus maiores hits são PRIDE, Ichirin no Hana e OVER

## História

### Formação
A banda iniciou com os membros MEG e SASSY trabalhando em uma banda cover do Metallica. Os dois encontraram membros tocando em sua banda por dois anos depois deles decirem que estavam procurando por talentos do que fazer meras músicas covers. Depois de deixar a banda, Sassy ofereceu a Mackaz a oportunidade de entrar, e ele aceitou e convidou seu amigo Kazuto para entrar também. Consequentemente, a vocalista foi a integrante final a entrar para a banda. Meg se apresentou em uma performance na escola um dia e sua voz se sobressaiu no meio das outras. Meg ofereceu a Yusuke a chance de entrar na banda. Ele inicialmente rejeitou devido a seu sonho de se tornar cantor solo, mas entrou depois de Meg insistir todos os dias durante 4 meses.
A banda, conhecida como Anti-Nobunaga até esse momento, tocou principalmente em cafeterias e teatros de arte por um ano. Sassy, o líder da banda, enviou demo tapes para a maioria das gravadoras japonesas, todoas rejeitando a banda. Isso foi até que uma pequena gravadora japonesa contratou a banda que encontrou seu primeiro grande desafio. Foram tocar em areas próximas a Okinawa

### Makii e os Festivais
Durante o verão de 2003, em um festival de música em Okinawa, a gravadora anunciou sua posição e eventualmente eles terminaram tocando no meio de uma multidão. Devido a esse festival ser vendido ingressos por atrações, significou que Anti-Nobunaga foi a única banda a tocar para um público lotado. A subsidiária da Sony Music Entertainment Japan foi na multidão e ofereceu a banda a chance de produzir música junto com vários artistas para o álbum intitulado Okinawa 2003. A banda então compoês duas músicas inéditas sobre o nome de Anti-Nobunaga chamada "Meaning" e "Hate You!". Em outro festival conhecido como "Music Picnic Festival", a vocalista Makii ainda ganhou atenção da mesma forma que Anti-Nobunaga. O olheiro sentiu que ambos projetos não seriam marcantes, mas combinados, a banda poderia fazer parte do cenário de música japonesa. Makii primeiramente rejeitou a oferta por ela procurar estudar inglês mas depois aceitou a ideia pelo seu futuro. Com a adição de Makii, a banda trocou de nome, High and Mighty Color (H and MC). Depois de seis meses de perfeição, a banda se mudou para uma nova gravadora, que tem também contrato com Orange Range. High and Mighty Color é algum tempo referenciado a "irmã" da banda Orange Range, porque eles juntos são de Okinawa, uma área conhecida por fusões musicais em meio de muitas bases militares localizadas na área e foram descobertos no mesmo festival. Eles investiram muito em 2004 em gravações, e mais tarde lançando seu primeiro single, "Over" que foi unicamente vendido na loja da Tower Records.

### 2005
Durante 2005, a banda lançou seu primeiro single oficial, chamado "Pride". A Sunrise estava procurando por uma música para usá-la em Mobile Suit Gundam Seed Destiny e "Pride" foi escohida para ser essa música mas também foi o tema musical do comercial do game Rockman EXE Operate Shooting Star lançado pro Nintendo DS em 2009 somente no japão.

### 2006
Em Abril de 2006, a banda lançou seu segundo álbum, Gou on Progressive depois de lançar duas singles. O álbum vendeu menos cópias que o primeiro, mas ficou na Oriicon por muito tempo e ganhou altas posições. O peimeiro single do ano foi "Ichirin no Hana" e foi usada como terceira temporada do anime Bleach. Esse foi o primeiro e atualmente único single a alcançar o Top 5 da Oricon desde "Pride." Ele ainda tocou seu primeiro concerto americano em um evento de anime em Houston, Texas em 28 de Abril.
A banda então fez uma turnê de larga escala no Japão. Eles tocaram em 65 lugares por 5 meses. Eles lançararam seu 7º single, "Dive into Yourself, " em Agosto. A música foi usada como tema de abertura do videogame Sengoku Basara II. Por um tempo essa foi a segunda mais baixa venda da banda e foi ainda posicionada com baixa colocação no ranking da Oricon. Seu oitavo single "Enrai: Toku ni Aru Akari" (遠雷~遠くにある明かり) foi lançado em 25 de Outubro e usado como tema de encerramento para a terceira compilação do filme Mobile Suit Gundam Seed Destiny: Special Edition. "Energy", uma música b-side do single "Style: Get Glory in This Hand" foi usada em uma compilação composta para Death Note: The Last Name.

### 2007
Makii foi atuar em Dezembro de 2006 no filme Anata wo Wasurenai (I Won't Forget You). A banda apresentou duas músicas para o filme, "Tadoritsuku Basho", e "Oxalis", inserida uma música. As duas músicas foram lançadas como um duplo single. Quando Anata wo Wasurenai foi lançado, entrou na lista japonesa na décima posição. Ainda, outra música, "Resistance" foi usada como música tema para um jogo de Nintendo DS baseado em Bleach, Bleach DS 2nd: Kokui Hirameku Requiem.
Em 4 de Fevereiro, o site oficial lançou previews de 30 segundos de várias músicas do terceiro álbum da banda, previews of songs from the band's third álbum,San, que foi lançada em 21 de Fevereiro. O álbum contém 15 faixas com 10 novas sendo novas.
Em Março, foi anunciado que Yusuke foi trabalhar com o antigo baixista do Porno Graffitti, Masami Shiratama. Yusuke providenciou vocais para o single "Honno", lançado em 23 de Maio apresentando Yusuke usando o que a banda descreve como uma máquina no vocal.
A banda ainda fez sua segunda performance americana em 11 e 12 de Maio durante a convenção de anime de 2007, Anime Central. A banda tocou 12 músicas e teve a banda Spiral Spiders tocando em sua abertura.
O décimo single da banda foi lançado em 1 de Agosto de 2007. O título do single intitulado "Dreams", foi usado como o segundo enceramento do anime  Darker Than Black. Durante sua primeira semana, o single entrou na 24ª posição na Oricon.
Em 24 de Setembro de 2007 foi anunciado na página oficial da banda o 11º single que seria lançado em 12 de Dezembro de 2007, "Amazing". Em 5 de Outubro de 2007 foi anunciado que a banda irá lançar uma coleção de singles chamada 10 Colored Singles apresentando os primeiros 10 singles e uma faixa bônus chamada "Ichirin no Hana (Live Studio Version)". Foi incluído um DVD com vídeos que nunca foram divulgados como "Style", "Dreams", "Here I Am", e o novo videoclipe para "Mushroom".

### Afastamento de Maakii (2008)
O 12º single, "Flashback", foi lançado em 27 de Fevereiro de 2008. Foi o segundo duplo-single da banda e foi usado na promoção do anime Hero Tales. Seu quarto álbum Rock Pit foi lançado em 19 de Março.
Em 1 de Julho de 2008 foi anunciado que Makii se casou com o vocalista do Dreams Come True, Masato Nakamura em 22 de Junho de 2008 e deixaria a banda no final de 2008. Em uma mensagem, Maki agradeceu por seus companheiros de banda e todos seus fãs por ajudar ela e o grupo por um longo tempo. Um evento especial foi planejado para a graduação de Maki da banda como um último ato antes de deixar a banda. Isso foi anunciado que a banda iria começar a procurar por uma novo vocalista no começo de 2009.
High and Mighty Color apareceu no Zepp in Nagoya em 15 de Agosto como parte da formação do Steal The Show Friday night. Eles tocaram ao lado de 175R, One Ok Rock e Gollbetty. O 14º single da banda, "Remember", foi lançado em 15 de Outubro de 2008 e é o single final apresentando Makii como membro da banda.

### Nova Vocalista (2009)
O primeiro DVD ao vivo da banda foi lançado em 25 de Janeiro e alcançou 11º na Oricon. Depois da partida de Makii a banda começou audições para conseguir um novo vocalista, as audições foram abertas para mulheres um mês antes de voltarem a fazer performances. Em 9 de Fevereiro de 2009, a banda anunciou que encontrou uma vocalista, que informações seriam colocadas posteriormente no site. A banda planejou começar a trabalhar no verão um single e uma turnê para promover a nova vocalista em Maio.
Sobre a nova Vocalista: HALCA ou Haruka, nasceu em Okinawa (Japão). HALCA foi a candidata escolhida entre aproximadamente 1000 na audição para a nova vocalista feminina da banda, substituindo Maakii, que então, saíra da banda. A audição foi realizada do final de 2008 ao início de 2009, na Live House SALT & PEPPER em Okinawa. Então, em 9 de fevereiro de 2009, a banda anunciou em seu blog oficial que foi decidido quem seria a nova vocalista. Seu primeiro lançamento com a banda é o álbum "swamp man".
Nova Vocalista: HALCA
Nome Verdadeiro: Haruka
Novo álbum da Banda: Swamp Man, incluindo as novas músicas

### Nova Música (2009)
O Haikara lançou digitalmente uma nova música em 9 de dezembro, chamada "RED"(digital single)sendo ela um tributo a dois famosos mangás de Hiroshi Takahashi: CROWS ZERO e WORST.
A capa do single digital "RED" foi desenhada por Hiroshi Takahashi (autor dos mangás citados anteriormente.

## Discografia

### Álbuns
| Informação                                                                                            | Cópias Vendidas |
| --- | --------------- |
| G∞VER - Lançamento: 14 de setembro de 2005 - Formato: CD - Oricon Rank: #8                            | 37,451          |
| Gouon PROGRESSIVE 傲音プログレッシヴ - Lançamento: 5 de abril de 2006 - Formato: CD - Oricon Rank: #7 | 29,649          |
| San 参 - Lançamento: 21 de fevereiro de 2007 - Formato: CD - Oricon Rank: #16                         | 12,535          |

### Singles
| Informação | Cópias Vendidas |
| --- | --------------- |
| "PRIDE" - Lançamento: 26 de janeiro de 2005 - Formato: CD5" - Oricon Rank: #2                                                           | 223,208         |
| "PRIDE Remix" - Lançamento: 24 de março de 2005 - Formato: CD5" - Oricon Rank: #20                                                      | 17,858          |
| "OVER" - Lançamento: 20 de abril de 2005 - Formato: CD5" - Oricon Rank: #11                                                             | 32,989          |
| "RUN☆RUN☆RUN" - Lançamento: 22 de junho de 2005 - Formato: CD5" - Oricon Rank: #14                                                      | 17,340          |
| "Days" - Lançamento: 17 de agosto de 2005 - Formato: CD5" - Oricon Rank: #22                                                            | 7,679           |
| "STYLE ~get glory in this hand~" - Lançamento: 9 de novembro de 2005 - Formato: CD5" - Oricon Rank: #19                                 | 9,776           |
| "Ichirin no Hana" 一輪の花 - Lançamento: 11 de janeiro de 2006 - Formato: CD5" - Oricon Rank: #2                                        | 75,372          |
| "DIVE into YOURSELF" - Lançamento: 26 de julho de 2006 - Formato: CD5" - Oricon Rank: #24                                               | 8,689           |
| "Enrai ~Tooku ni Aru Akari~" 遠雷~遠くにある明かり - Lançamento: 25 de outubro de 2006 - Formato: CD5" - Oricon Rank: #12               | 15,043          |
| "Tadoritsuku Basho" / "Oxalis" 辿り着く場所 / オキザリス - Lançamento: 24 de janeiro de 2007 - Formato: CD5", CD+DVD - Oricon Rank: #18 | 8,928           |
| "Dreams" - Lançamento: 1 de agosto de 2007 - Formato: CD5" - Oricon Rank: 24                                                            | 5,126           |
| "Amazing" - Lançamento: 12 de dezembro de 2007 - Formato: CD5", CD+DVD - Oricon Rank: 30                                                | 3,873           |
| "Flashback / Komorebi no Uta" フラッシュバック / 木漏レビノ歌 - Lançamento: 27 de fevereiro de 2008 - Formato: CD5" - Oricon Rank: ??   | ???             |

### DVDs
- Video G8VER (22 de fevereiro de 2006)

### Compilações
| Informação                                                                                        | Cópias Vendidas |
| ------------------------------------------------------------------------------------------------- | --------------- |
| "Luna Sea Memorial Cover Album" - Lançamento:19 de Dezembro, 2007 - Formato: CD - Oricon Rank: ?? | ???             |

## Integrantes
Halca (ハルカ, Halca) Vocal 

Yuusuke (ユウスケ, Yuusuke) Vocal - (25.01.1985) 

Kazuto (カズト, Kazuto) Guitarra - (18.09.1984) 

MEG Guitarra - (15.11.1984) 

mACKAz Baixo - (15.06.1984) 

SASSY Bateria - (23.08.1984)